# Labeobarbus rocadasi
Labeobarbus rocadasi es una especie de peces de la familia Cyprinidae, orden Cypriniformes.
Son peces dulceacuícolas de Angola que pueden llegar alcanzar los 35 cm de longitud total.